# Detrusor izom
A detrusor izom, (a „detrusor” jelentése kilökő, kihajtó) vizeletürítő izom vagy hólyagizom, a húgyhólyag falában található simaizom. A detrusor izom elernyedve lehetővé teszi a vizelet tárolását húgyhólyagban, míg összehúzódva lehetővé teszi a annak ürítését. Ehhez kapcsolódnak a  húgycső záróizmok (urethrasphincter), amelyek összehúzódással szabályozzák a vizelet áramlását.
A 60 év feletti korosztálynál a detrusor izom problémákat okozhat a hólyag ürítésében, ami kellemetlen vizeletretenciót eredményez. 

## Szerkezete
A detrusorizmok mindkét nemnél az szeméremcsont hátsó feléről indulnak, a férfiaknál prosztatával szomszédos részről. Az izomrostok többé-kevésbé hosszanti irányban haladnak az elülső felszínen át a húgyhólyag csúcsához (vertex), majd leereszkedik a hólyag aljához (fundus), hogy a férfiaknál csatlakozzon a prosztatához és a nőknél a hüvelyhez. A húgyhólyag oldalán az izmok ferdén futnak és keresztezik egymást aminek fontos szerepe van a kontinencia fenntartásában.
A 3 réteg izom, hosszanti-körkörös-hosszanti sorrendben helyezkednek el.

## Külső hivatkozások
- FOLYAMATOS ORVOSTOVÁBBKÉPZÉS Archiválva 2016. augusztus 17-i dátummal a Wayback Machine-ben

## Fordítás
Ez a szócikk részben vagy egészben  a   Detrusor muscle című angol Wikipédia-szócikk fordításán alapul.  Az eredeti cikk szerkesztőit annak laptörténete sorolja fel. Ez a jelzés csupán a megfogalmazás eredetét és a szerzői jogokat jelzi, nem szolgál a cikkben szereplő információk forrásmegjelöléseként.